# Uniforme e insignias de las SA

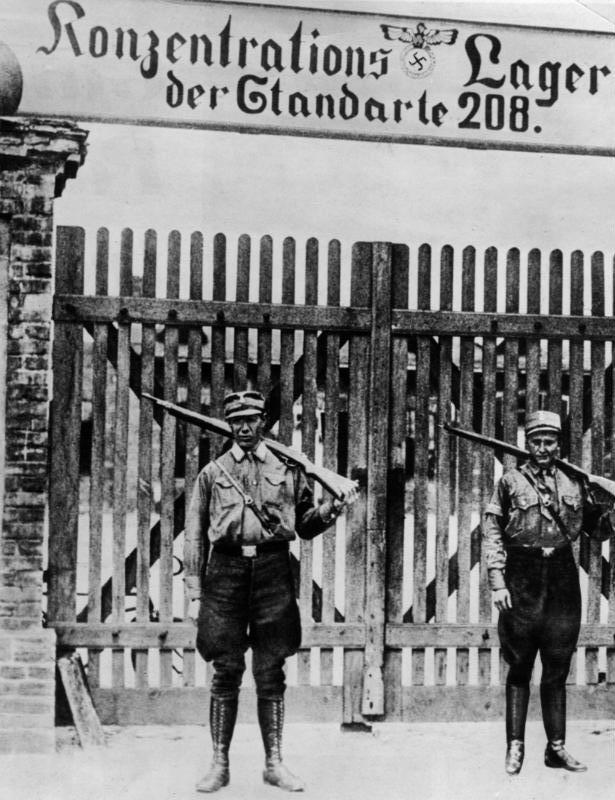
Guardias SA en el campo de concentración de Oranienburg.

Los uniformes e insignias de las Sturmabteilung (SA) eran rangos jerárquicos y uniformes utilizados por los soldados de asalto de las SA del Partido Nacionalsocialista Obrero Alemán desde 1921 hasta la caída de la Alemania nazi en 1945. Los títulos utilizados por las SA eran la base de los títulos militares utilizados por otras instituciones nacionalsocialistas, entre ellos las Schutzstaffel (SS). Los primeros rangos de la SS eran idénticos a los de las SA, ya que originalmente se consideraba una suborganización de las Sturmabteilung.

## Origen de los títulos de las SA (1921-1923)
Los soldados de asalto camisas pardas de las Sturmabteilung se formaron gradualmente dentro del Partido Nacionalsocialista Obrero Alemán a partir de 1920. En ese momento, Adolf Hitler había asumido el título de Führer del Partido Nacionalsocialista, en reemplazo de Anton Drexler, quien era conocido como el presidente del Partido, más democráticamente elegido. Hitler comenzó a modelar el Partido NS según las líneas militares nacionalsocialistas, y con ese fin, los primeros nacionalsocialistas de la década de 1920 solían llevar algún tipo de uniforme en las reuniones y mítines del partido. Los más comunes fueron los uniformes de la Primera Guerra Mundial con medallas completas. También eran comunes uniformes de los Freikorps, así como uniformes de grupos de veteranos como los Stahlhelm. Los miembros del Partido Nazi también mezclarían componentes de los tres tipos de uniformes con poca o ninguna estandarización, excepto un brazalete con la esvástica en el brazo izquierdo.
Para 1921, el Partido Nazi había formado su "Destacamento Deportivo", que consistía principalmente en corpulentos guardaespaldas que Hitler usaba para su propia protección, y había formado una sección de soldados de asalto, que se acortó para que se conociera como SA. Fue en este punto cuando se crearon los primeros títulos de las SA, aunque no había uniformes ni insignias establecidas, excepto un brazalete con la esvástica que llevaba el uniforme miliciano. Al inicio de la existencia del grupo, las SA tenían cuatro títulos principales:
- Oberster SA-Führer (Líder Supremo de las SA)
- SA-Oberführer (Líder Superior de las SA)
- SA-Führer (Líder de las SA)
- SA-Mann (Soldado de las SA)

En 1923, las SA se disolvieron después del fallido Putsch de Múnich. El grupo fue refundado dos años después en 1925.

## Primeras insignias de rango de las SA (1924-1929)
De 1923 a 1925, las SA no existían oficialmente dado que Adolf Hitler había sido encarcelado por sus acciones en el Putsch de Múnich y el Partido Nazi había sido prohibido en Alemania. Las células subterráneas de hombres de las SA continuaron reuniéndose en secreto, incluida una dirigida por un líder de las SA llamado Gerhard Roßbach. Fue Roßbach quien inventó efectivamente el uniforme de "camisa parda" ya que, en 1924, Roßbach localizó una gran tienda de camisas de color pardo, proveniente de excedentes militares en Austria y originalmente destinadas a uniformes tropicales.
En 1925, las SA fueron refundadas como parte del nuevo Partido Nazi que Hitler había organizado después de su liberación de la prisión. Las SA renacidas recibieron su primer reglamento de vestimenta formal y también comenzaron a usar el primer sistema reconocible de insignias de rango.
Junto con un uniforme de camisa parda, los miembros de las SA usarían brazaletes con la esvástica y con una gorra kepi. Originalmente, las SA utilizaron sus títulos de rango anteriores a 1923, pero esto cambió en 1926 cuando las unidades locales de las SA comenzaron a agruparse en formaciones más grandes del tamaño de un regimiento conocidas como Standarten. Cada regimiento SA fue comandado por un oficial superior de las SA llamado Standartenführer. Al mismo tiempo, para diferenciarse del rango y fila de las SA, los oficiales superiores de las SA comenzaron a usar hojas de roble en sus cuellos para indicar su autoridad. Bajo este sistema, un Standartenführer llevaba una hoja de roble, un Oberführer dos y el Comandante Supremo de las SA llevaba tres. Los rangos inferiores de SA-Führer y SA-Mann todavía no llevaban insignias.
En 1927, el rango de oficial de un SA-Führer se conoció con el título de "Sturmführer" y se creó un rango de oficial superior conocido como "Sturmbannführer" para ser ostentado por los comandantes de formación de batallón directamente subordinados al Standartenführer. En 1928, se requirió una expansión de los rangos enlistados de las SA en respuesta al rango creciente y al aumento de miembros. Estos nuevos títulos y rangos fueron establecidos por un sistema de insignias que consistía en puntos de plata clavadas al emblema de cuello del portador. El sistema de puntos fue adoptado del grupo de veteranos Stahlhelm, que estaba estrechamente conectado con las SA, tanto en membresía dual como en diseño ideológico.
Otro cambio ocurrió en 1928 con la creación del rango Gruppenführer. Este rango usó las tres insignias de cuello con hojas previamente reservadas para el Comandante Supremo de las SA y el rango lo ocuparon los comandantes de mayor rango de las SA en Alemania, quienes lideraron formaciones del tamaño de una división de varios SA-Standarten. En ese momento, las SA también habían comenzado a usar la insignia de la unidad para sus miembros menores, que consistía en un parche de cuello numerado, que mostraba la afiliación de batallón y regimiento, que se colocaba frente a la insignia del rango. Este parche de la insignia de la unidad fue usado por aquellos que tenían el rango de Sturmbannführer e inferiores; Las filas de oficiales superiores llevaban insignias con hojas de roble en ambos collares.

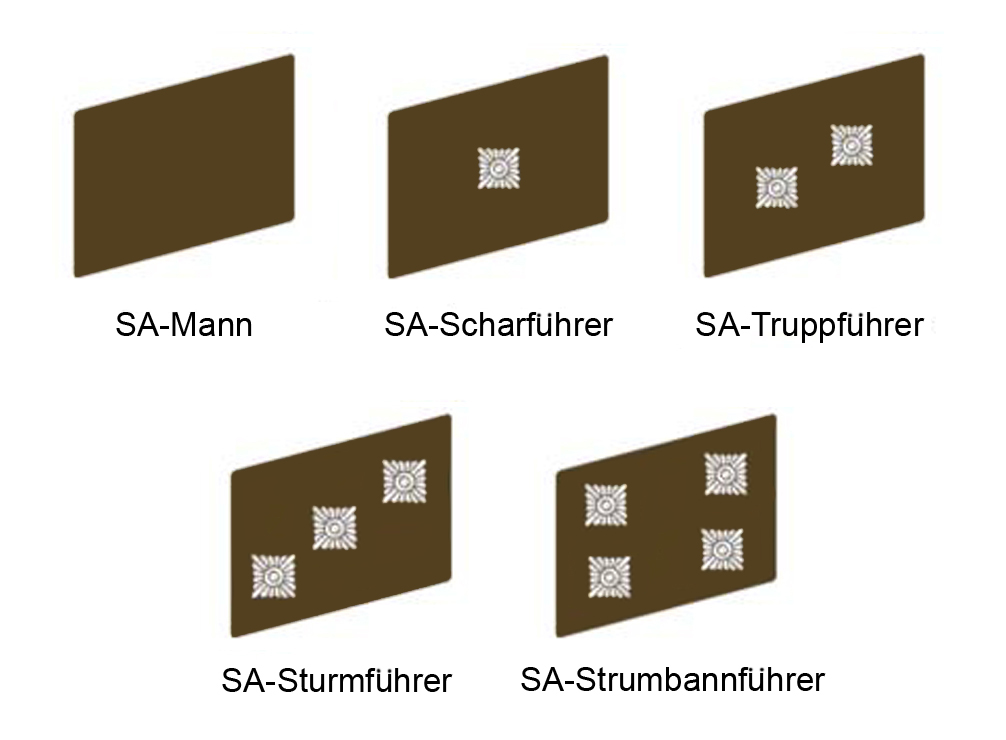
Sistema original de puntos plateados usados por las SA en la década de 1920.

A finales de la década de 1920, el sistema de clasificación de las SA se había solidificado en los siguientes títulos:
| Rango SA           | Equivalente militar |  |
| Rango SA           | Equivalente militar |  |
| Gruppenführer      | General             |  |
| Untergruppenführer |                     |  |
| Oberführer         | Brigadier           |  |
|                    |                     |  |
| Standartenführer   | Coronel             |  |
|                    |                     |  |
| Sturmbannführer    | Mayor               |  |
|                    |                     |  |
| Sturmhauptführer   | Capitán             |  |
|                    |                     |  |
| Sturmführer        | Teniente            |  |
|                    |                     |  |
| Truppführer        | Sargento            |  |
|                    |                     |  |
| Scharführer        | Cabo                |  |
|                    |                     |  |
| Mann               | Soldado             |  |

## Uniformes de las SA con Ernst Röhm (1930–1933)
El siguiente cambio importante en los uniformes e insignias de las SA ocurrió en 1930, cuando Ernst Röhm fue nombrado Jefe de Estado Mayor de las SA. El nombramiento de Röhm fue el resultado de que Adolf Hitler asumiera personalmente el mando de las SA como Oberster SA-Führer. Hitler mantendría este título hasta la caída de la Alemania nazi en 1945 y, después de 1930, fue el jefe de personal de las SA quien fue el líder efectivo de la organización.
Röhm realizó varios cambios en el diseño de uniformes e insignias de las SA. El primero fue inventar varios rangos nuevos para que el sistema de rangos de las SA reflejara el de militares profesionales. La expansión de rangos tuvo lugar gradualmente entre 1930 y 1932, y la adición final fue la creación del rango de SA-Obergruppenführer, que Röhm se designó a sí mismo, así como a los generales superiores de las SA del personal de mando. Los nuevos rangos utilizaron el mismo sistema de parches de cuello y hojas de roble que antes, pero con la adición de hombreras con cordón o presillas trenzadas en el hombro derecho para los oficiales. Además, los oficiales llevaban la presilla trenzada del hombro del hombro derecho en color dorado o plateado. En contraste, los puestos rasos llevaban cuerdas en forma de correa en el hombro derecho.

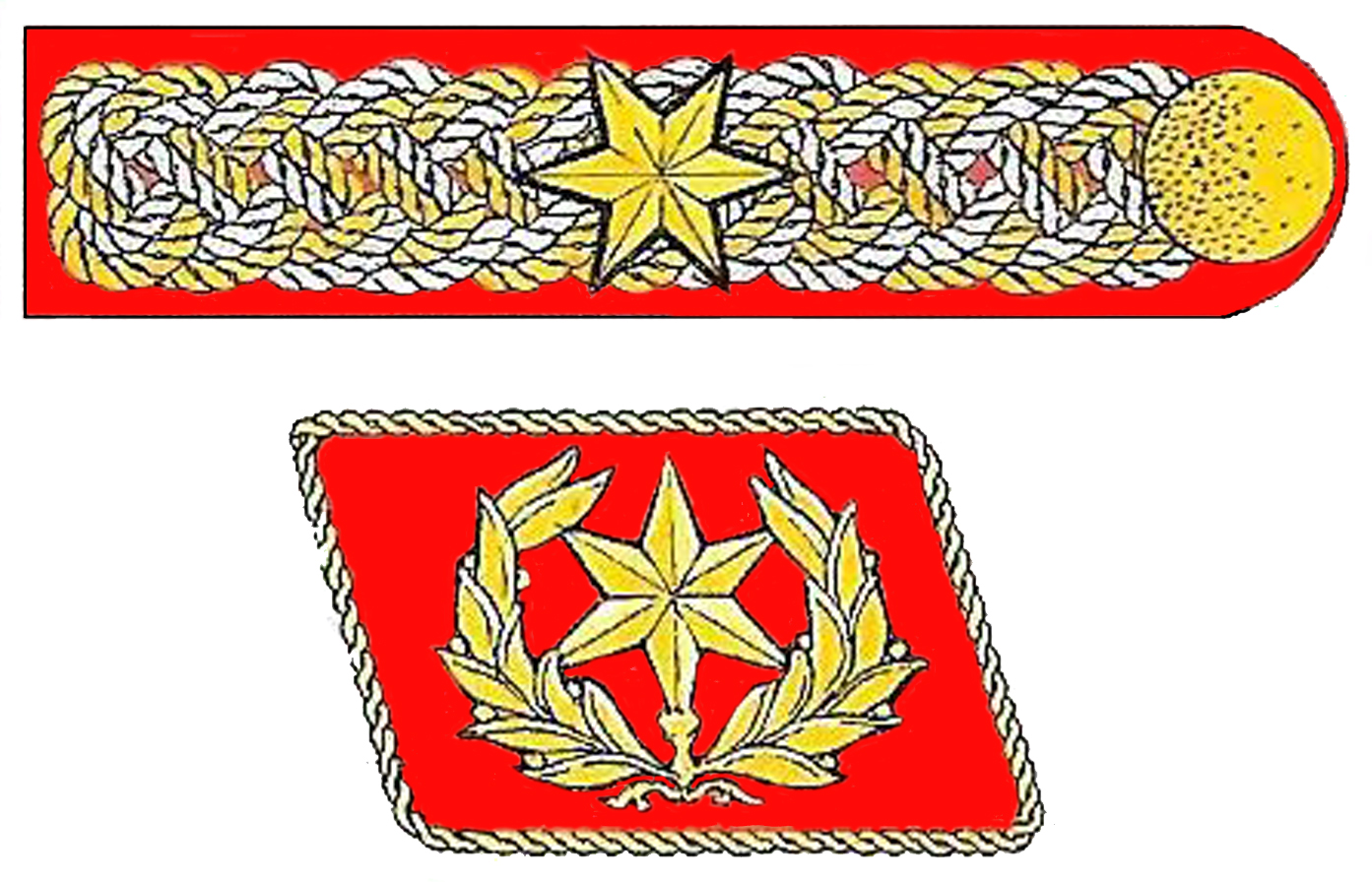
La insignia especial de Ernst Röhm como Jefe de Estado Mayor de las SA, utilizada entre 1933 y 1934. La insignia fue abolida después de la Noche de los cuchillos largos.

En 1933, cuando Adolf Hitler se convirtió en Canciller de Alemania, Röhm convirtió su título de Jefe de Estado de las SA en un rango real. La insignia para el nuevo rango de Ernst Röhm (conocida como Stabschef) consistía en una estrella coronada que fue diseñada después de la de un general boliviano, debido a la experiencia militar anterior de Röhm como asesor militar en Bolivia.

## Rangos e insignias
Esta tabla contiene los rangos finales y las insignias de las Sturmabteilung, que estuvieron en uso desde 1942-1945, en comparación con el Ejército Alemán.
| rango                                                                                            | Insignias del Rango                                                                              | Insignias del Rango                                                                              | Designación Alemán / (Español)                                                                   | Equivalencia con el Heer y la Luftwaffe (Español)                                                                | Equivalencia con el Heer y la Luftwaffe (Español)                                                                |  |
| rango                                                                                            | Parche de cuello                                                                                 | Hombrera                                                                                         | Designación Alemán / (Español)                                                                   | Equivalencia con el Heer y la Luftwaffe (Español)                                                                | Equivalencia con el Heer y la Luftwaffe (Español)                                                                |  |
| Ninguna                                                                                          | Ninguna                                                                                          | Ninguna                                                                                          | Oberster Führer der SA (Líder Supremo de las SA)                                                 | Reichsmarschall (Mariscal del Reich)                                                                             | |  |
| OF-10                                                                                            | Sin equivalente                                                                                  | Sin equivalente                                                                                  | Sin equivalente                                                                                  | Generalfeldmarschall (Mariscal de Campo)                                                                         | |  |
| OF-9                                                                                             |                                                                                                  |                                                                                                  | Stabschef (Jefe de Estado Mayor)                                                                 | Generaloberst (Coronel General)                                                                                  | |  |
| OF-8                                                                                             |                                                                                                  |                                                                                                  | SA-Obergruppenführer (Líder Superior de las SA)                                                  | General der Waffengattung (General según arma o serviciol del oficial)                                           | |  |
| OF-7                                                                                             |                                                                                                  | SA-Gruppenführer (Líder de Grupo de las SA)                                                      | Generalleutnant (Teniente General/General de División)                                           | | |  |
| OF-6                                                                                             |                                                                                                  | SA-Brigadeführer (Líder de Brigada de las SA)                                                    | Generalmajor (Mayor General/General de Brigada)                                                  | | |  |
|                                                                                                  |                                                                                                  |                                                                                                  |                                                                                                  | | |  |
| OF-5                                                                                             |                                                                                                  |                                                                                                  | SA-Oberführer (Líder Superior de las SA)                                                         | Sin equivalente                                                                                                  | Sin equivalente                                                                                                  |  |
| OF-5                                                                                             |                                                                                                  |                                                                                                  | SA-Standartenführer (Líder de Estandarte de las SA [regimiento])                                 | Oberst (Coronel)                                                                                                 | |  |
| OF-4                                                                                             |                                                                                                  | SA-Obersturmbannführer (Jefe Superior de Unidad [batallón])                                      | Oberstleutnant (Teniente Coronel)                                                                | | |  |
| OF-3                                                                                             |                                                                                                  | SA-Sturmbannführer (Jefe de Unidad de las SA)                                                    | Major (Mayor)                                                                                    | | |  |
| OF-2                                                                                             |                                                                                                  |                                                                                                  | SA-Hauptsturmführer (Jefe Superior SA (subunidad del tamaño de una compañía))                    | Hauptmann/Rittmeister (Capitán (OF-2))                                                                           | |  |
| OF-1a                                                                                            |                                                                                                  | SA-Obersturmführer (Jefe SA)                                                                     | Oberleutnant (Teniente Primero)                                                                  | | |  |
| OF-1b                                                                                            |                                                                                                  | SA-Sturmführer (Jefe SA)                                                                         | Leutnant (Teniente Segundo)                                                                      | | |  |
|                                                                                                  |                                                                                                  |                                                                                                  |                                                                                                  | | |  |
| OR-8                                                                                             |                                                                                                  |                                                                                                  | SA-Haupttruppführer (Jefe de Tropa SA) pelotón)                                                  | Stabsfeldwebel                                                                                                   | |  |
| OR-7                                                                                             |                                                                                                  | SA-Obertruppführer (Jefe Superior de Tropa SA) pelotón)                                          | Oberfeldwebel (Oberfähnrich OA/ Offiziersanwärter)                                               | | |  |
| OR-6                                                                                             |                                                                                                  | SA-Truppführer (Jefe de Tropa SA (pelotón))                                                      | Feldwebel (Fähnrich OA/ Offiziersanwärter)                                                       | | |  |
| OR-5                                                                                             |                                                                                                  | SA-Oberscharführer (Jefe Superior de Escuadrón SA)                                               | Unterfeldwebel                                                                                   | | |  |
| OR-5                                                                                             |                                                                                                  | SA-Scharführer (Jefe de Escuadrón SA))                                                           | Unteroffizier (Fahnenjunker / Offiziersanwärter)                                                 | | |  |
|                                                                                                  |                                                                                                  |                                                                                                  |                                                                                                  | | |  |
| OR-3                                                                                             | Sin equivalente                                                                                  | Sin equivalente                                                                                  | Sin equivalente                                                                                  | Stabsgefreiter                                                                                                   | |  |
| OR-3                                                                                             |                                                                                                  |                                                                                                  | SA-Rottenführer (Líder de Sección SA)                                                            | Obergefreiter | |  |
| OR-2                                                                                             |                                                                                                  | SA-Sturmmann (Tropa de Choque SA)                                                                | Gefreiter                                                                                        | | |  |
| OR-1                                                                                             | Sin equivalente                                                                                  | Sin equivalente                                                                                  | Sin equivalente                                                                                  | Ober… e.g. Oberschütze, Obergrenadier, Oberfunker, Oberkanonier, … etc.                                          | |  |
| OR-1                                                                                             |                                                                                                  |                                                                                                  | SA-Mann (Hombre de las SA/Tropa de las SA)                                                       | Soldado, Schütze, Grenadier, Funker, Kanonier, … etc.                                                            | |  |
| Voluntario (SA-Anwärter (es: Aspirante-SA/Candidato)) para el servicio a las Sturmabteilung (SA) | Voluntario (SA-Anwärter (es: Aspirante-SA/Candidato)) para el servicio a las Sturmabteilung (SA) | Voluntario (SA-Anwärter (es: Aspirante-SA/Candidato)) para el servicio a las Sturmabteilung (SA) | Voluntario (SA-Anwärter (es: Aspirante-SA/Candidato)) para el servicio a las Sturmabteilung (SA) | Conscripto o voluntario militar que se alista y puede convertirse en un suboficial o un oficial de la Wehrmacht. | Conscripto o voluntario militar que se alista y puede convertirse en un suboficial o un oficial de la Wehrmacht. |  |

### Observaciones
El parche de cuello derecho contiene el número y el tipo de unidad (ascendiendo hasta "Obersturmbannführer" (OF4) en las SA y las SS, y el "Oberstaffelfuehrer" (OF4) en NSMC): el parche de cuello izquierdo contiene las insignias de rango (de ascendente "Standartenfuehrer" (OF5) a ambos lados).
También fue durante la década de 1930 en la que las SA comenzaron a usar colores uniformes para indicar la Gruppen (División) de un miembro de las SA al que pertenecía el miembro de las SA. El color de la unidad se usó en la parte frontal de la gorra kepi, así como parches de cuello de rango y unidad. El sistema de color eventualmente se expandiría para cubrir estas divisiones de las SA:
- Rojo y dorado: Jefe de Estado
- Rojo y blanco: Comandante Supremo
- Rojo: Personal
- Amarillo: Grupo Schlesien
- Verde: Grupo Thüringen
- Azul: Grupo Hesse
- Marrón: Grupo Westmark
- Azul claro: Grupo Hochland
- Naranja: Grupo Südwest
- Rosa: Grupo Alpenland
- Azul claro (Punto dorado): Grupo Sudeten
- Negro: Grupo Berlin-Brandenburg

Antes de 1932, cuando las Schutzstaffel llevaba el mismo uniforme que las SA, los colores del uniforme negro también indicaban pertenencia a las SS; sin embargo, los hombres de las SS usaban kepis y corbatas totalmente negras, y (desde 1929) pantalones y botas negras.

## Patrón final de los uniformes (1934–1945)

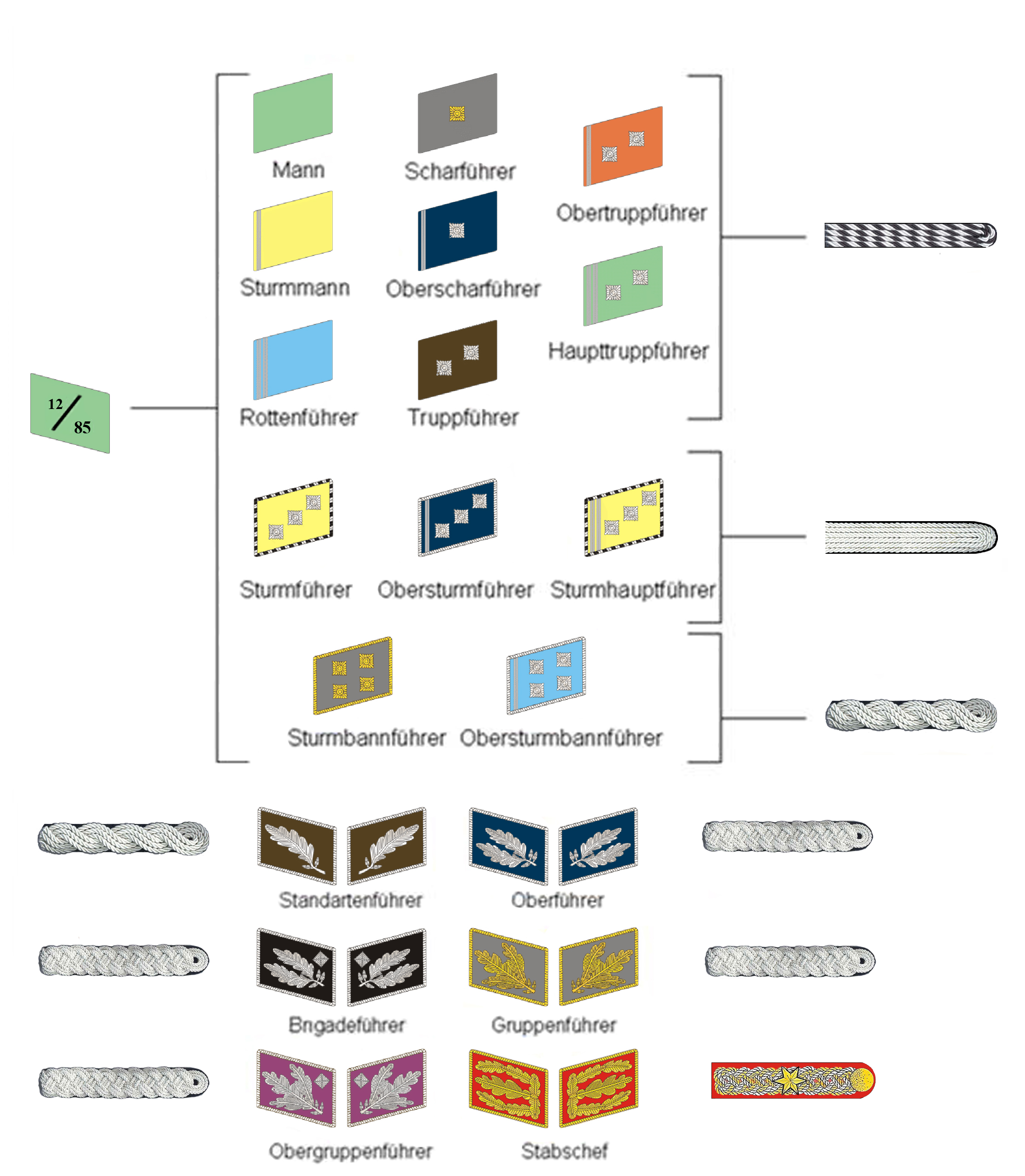
Patrón final de las insignias de rango de las SA (1934–1945).

Una leve alteración del sistema de rangos e insignias de las SA ocurrió en julio de 1934 después de la Noche de los cuchillos largos. Viktor Lutze eliminó las insignias especiales de Röhm para el rango de Stabschef y, en cambio, adoptó un parche de cuello con el mismo diseño que el de Reichsführer-SS, un rango que Heinrich Himmler tenía entonces.

## Uniformes especiales
Incluso antes de la caída de Ernst Röhm, las SA habían adoptado una apariencia más formal para sus uniformes en un esfuerzo por hacer que el grupo apareciera como una formación militar real en lugar de un grupo de combatientes callejeros, ya que eran para entonces una organización estatal. Para este fin, las SA había creado un uniforme formal de "oficina" que consistía en una guerrera o blusa marrón sobre el uniforme básico de camisa marrón.
También existían uniformes especiales para los cuerpos de las SA, tales como las SA motorizadas, las tropas alpinas de las SA y las SA-Marine, consideradas como auxiliares de la Kriegsmarine. Fueron las SA-Marine quienes expandieron sus uniformes casi a un nivel propio, con una insignia náutica especial que ninguna otra unidad de las SA exhibió.